# 무실동
무실동(茂實洞)은 대한민국의 강원특별자치도 원주시에 설치된 동이다.

## 개요
무실동은 크고 좋은 우물이 있어 무실·무리실·삼리(三里) 등으로 불리었다고 한다. 즉,  무실은 물이 나는, 물이 많은 골짜기라는 뜻이다. 또한 배, 사과 등의 과일이 풍부하여 무실이라는 이야기도 있다.
원주시청의 소재지다. 봉화산(해발 320m), 백운산(해발 1,087m), 포복산(일명 배부른산 해발 419m)으로 둘러싸여 있고, 낮은 산과 구릉으로 형성되어 택지 조성과 함께 신시가지가 조성되었다. 인접된 지역으로는 명륜2동, 단계동, 흥업면 흥업리, 사제리, 호저면 만종리, 판부면 서곡리가 있다.
원주에서는 시외교통의 거점지 중 하나다. 남원주 나들목이 있으며, 단계동에 있는 원주시외버스터미널을 오고가는 시외버스들이 남원주 나들목을 이용하기 위해 무실동으로 많이 지나간다. 또한 중앙선 선로를 이설하면서 남원주 나들목 남쪽으로 원주역이 이전해 왔다.

## 법정동
- 무실동

## 교육기관
- 만대초등학교
- 무실초등학교
- 솔샘초등학교
- 원주삼육초등학교
- 원주대성중학교
- 원주삼육중학교
- 원주삼육고등학교
- 대성고등학교

## 아파트
| 단지명                     | 건설사                       | 시행사                                | 주소           | 입주              | 비고                             |
| -------------------------- | ---------------------------- | ------------------------------------- | -------------- | ----------------- | -------------------------------- |
| 무실주공 4단지             | 동부건설 성일건설 신일건업㈜ | 대한주택공사                          | 시청로 88      | 2001년 11월       |                                  |
| 무실주공 3단지             | 국제종합토건㈜               | 대한주택공사                          | 시청로 92      | 2003년 4월        | 분양전환                         |
| 무실주공 1단지             | 요진산업㈜                   | 대한주택공사                          | 시청로 68      | 2004년 6월        | 국민임대                         |
| 무실 뜨란채                | 범양건영 요진산업㈜          | 대한주택공사                          | 시청로 90      | 2006년 8월        | '무실주공 2단지'에서 단지명 변경 |
| 무실주공 5단지             | 삼능건설㈜ 우일건설㈜        | 대한주택공사                          | 만대로 96      | 2008년 11월       | 국민임대                         |
| 무실주공 7단지             | 요진산업㈜                   | 대한주택공사                          | 시청로 40      | 2009년 5월        | 국민임대                         |
| 무실 요진보네르카운티      | 요진산업㈜                   | 요진산업㈜                            | 시청로 64      | 2004년 12월       |                                  |
| 무실 e편한세상             | 대림산업 ㈜에스지건설        | 강원개발공사                          | 만대로 89      | 2009년 1월        |                                  |
| 원주 더샵 센트럴파크 1단지 | 포스코이앤씨                 | 한국자산신탁 ㈜아이피씨원주피에프브이 | 한지공원길 120 | 2021년 11월       | 2,3단지는 명륜동 소재            |
| 원주 더샵 센트럴파크 4단지 | 포스코이앤씨                 | 한국자산신탁 ㈜아이피씨원주피에프브이 | 무실새골길 66  | 2022년 6월        | 2,3단지는 명륜동 소재            |
| 원주역 우미린 더 스카이    | 우미건설 ㈜우미토건          | 우미건설                              |                | 2028년 8월 (예정) |                                  |
| 원주역 우미린 더 스텔라    | 우미건설                     | 예성디앤피㈜                          |                |                   |                                  |
| 무실 제일풍경채            | 제일건설㈜                   | 무궁화신탁㈜ ㈜중앙근린공원개발       |                |                   |                                  |
| 원주역 중흥S-클래스        | ㈜중흥토건                   | ㈜중봉건설                            |                |                   |                                  |
| 원주역 호반써밋            | ㈜호반산업                   | 티에스리빙㈜                          | 마재1로 1      | 2024년 6월        |                                  |